# Paa sternosignata
Paa sternosignata é uma espécie de anfíbio da família Ranidae.
Pode ser encontrada nos seguintes países: Afeganistão, Paquistão e possivelmente na Índia.
Os seus habitats naturais são: rios, pântanos e marismas de água doce.